# 前島清志
前島 清志（まえじま きよし、5月1日 - ）は、日本の男性声優、ナレーター、ラジオパーソナリティ。音響監督。埼玉県出身。青二塾東京校21期卒業。フリー、ポンテ（業務提携）。身長172cm、血液型はA型。

## 来歴
デビュー当時は舞台やライブを中心に別名義で活動していた。
当時、声優の仕事を経験したことで興味を覚え本格的に活動をするために養成所に入る。
青二塾東京校21期卒塾後、声優中心に活動を始める。
最終所属はエーエス企画。2012年9月30日に離籍しフリーとなっている。
2017年6月からポンテと業務提携をしている。

## 特色
主に少年から青年の声を演じる。高めの声質の為か作品によっては女性に間違われている。
近年は声幅を活かし低音の中年役にも定評がある。

## 人物
2012年10月に結婚の報告をしている。
2014年6月第1子、2016年12月に第2子が誕生し、2児の父親である。

## 出演作品
太字はメインキャラクター

### アニメ
- 藤若　鬼夜叉 （金春弥三郎）
- リトル・サブマリン （ダグ）
- リトル・サブマリン2（ダグ）

### OVA
- HEART（ロディ）
- Planet Carrier（ロディ）
- GEAR（カール）

### CGアニメ
- Wasteland, Mars（マキト・アマノ）

### Webドラマ
- Convenience Story（長森祐二）
- 君と僕の間の嘘（中学生）
- 姫百合（青年）
- Juliet（三村弼）
- 幻世天伝香紅夜伝説（甲癒）
- Collection（涼）
- ソードマスターズ （プリンスラフィール）
- カルセドニー（田端優）
- Cheer up!!（杉浦武史）
- 従霊使（崇）
- Angel Eyes（土手脇修）
- ちっちゃいこ喫茶（客）
- ラジラボZ「ヤスオ&ゼータ」
- ポンテボイスドラマ「お嬢様は名探偵になりたいようです」（神楽）

### ボイスコミック
- 薬師アルジャン（ジルコン大臣、街の男（年配）、兵士他）
- デスマッチ

### ゲーム
- Myst
- 燕派烈伝～Revelation～（桂木琢磨）
- Merry Medley（勇者リーストファ）
- Love and Sick（主人公）
- 仮想天使プロジェクト2（少年）
- Pure White（主人公）
- NEUTRAL（凪）
- 忘憂草 （和倉慶一郎）
- NO DESTINY～ドラゴンの秘宝Ｖ～ （ランディ・オルパリス）
- DANCE TYPE （主人公）
- REMEMBRANCE～絆より強いもの～（坂城剛志）
- SURVIVAL （主人公）
- Free Lovers Syndrome（エルス）
- I Wish（椎名匠）
- 放課後探検隊2～予言者への挑戦～（灰碁零）
- Mission Field Intruder 3rd（ウィルネス＝ハンクス）
- 草壁館の謎（良之）
- 草壁館の秘密（良之）
- Arcadia～それって色モノ!?～（ティール）
- Dark Night（神楽信乃）
- 邪魔者外道-ジョーカーロード
- SCAR-RED　天の狼地の疾風（火島）
- ワンダーキング2（カウー、オートマン、メルビン）
- Lost Technology（シェイズ、シーオドア、アルバート）
- ドラゴンハンターCOOP（主人公）
- 三国双舞（張飛）
- 西遊伝説（辺境守将）
- OKOS戦国ボイス（今川義元）
- ファイアーエムブレム 風花雪月
- ヒトツノ森（シュカの父）
- グランドインテンション・アジャストメント（ヴァルガ兵、リアス少年/他）
- 俺たちの戦いはこれからだ!
  - episode1
  - episode2
- 夕鬼
- 魔法少女ですがダンジョンで無限に強くなってもいいですか？
- ダイイングライト2 ステイ ヒューマン（クラフトマスター/他）
- ハイスクール戦隊パーカーガールズ（沖田先生、ハマグリオ、店長）
- Ed-0:Zombie Uprising（サムライ無明）

### ドラマCD
- Pure Heart（カイザード）
- Pure White（主人公）
- Phantom of War（マーガス・エッケルト）
- Knight of EDEN（レッド＝フレイム＝エクスプロード）
- Limited PICARESQUE Overture（青年将校 他）
- Limited PICARESQUE 第1巻 （少年整備兵 他）
- SCAR-RED〜紅蓮炎触〜（火鳥）
- クラスメイト第5話　満員電車とお弁当
- デススマイルズ（騎士 他）
- あの日、僕らはいつもの空を眺めていた。（担任）
- 君への扉（会長）
- ボイスドラマ「勝絶なる怜の憂愁」（親戚男Ａ、親戚男Ｂ、男子生徒）
- 壬生の番い（松平容保/他）
- ボイスドラマ「破落戸ひむか」（義父・不良Ｂ）
- そのアホ捕まえといてください！

### 吹き替え
- ザスーラ ※金曜ロードショー版

### 朗読CD
- 三別の脈絡（大地の青年コルツァ）
- 忘れられた街
- 母

### ナレーション
- オンライン学園ゲーム「キャラフレ」
- 橋本悠＆響紫音のツンデレラジオ

### TVCM
- サーブコープ｜『大きな夢を抱け』

### 舞台
- 桜井智＆朝倉薫演劇団クリスマスファンタジーライブ（亀有りりおホール）
- DDTライブハレルヤ（アイピット目白）
- 響綾香バースディパーティー（MOVE）
- 橋本悠・急なもんで一人でお祝い…でも寂しいから皆でカラオケしたいなバースデー（MKSドレミファ館錦糸町店）
- 怪談（耳なし芳一　他）
- カートリッジ （中野スタジオあくとれ）（プレジャー）
- 朗読劇リストランテ（横浜美術館レクチャーホール）（高木）
- 朗読劇『り～でぃん’』（勇者、ピーター、文七）
- 朗読劇『り～でぃん’2』（勇者、ディップ）
- 朗読劇「ネガイボシ」（高岸慎）

### ラジオ
- トークひぽぽたます FM世田谷
- Talkひぽぽポたます レインボータウンFM
- ラジラボ　WEB
- ぴかラジ　WEB

### その他
- CRルーキーズ

### 顔出し
- ボイスアニメージュ
- 声優グランプリ
- 吉祥寺アニメ祭り「アニメラジオコーナー」

## 音響監督
- ドラマCD 「神様、世界は平等ですか？」
- ポンテボイスドラマ「異世界転生の研究家と転生中の勇者だけど何か質問ある？」
- ドラマCD「恋ひ死なば鳥」
- ドラマCD「バンドる！ 〜バンドでアイドルしようぜ〜」
- ドラマCD「芝居するンゴ！」